# هلدن هاریکن
هلدن هاریکن (انگلیسی: Holden Hurricane) یک خودروی کانسپت (مفهومی) است که توسط خودروساز استرالیایی هولدن در سال ۱۹۶۹ توسعه یافت. این خودرو در نمایشگاه خودروی ملبورن رونمایی شد که دارای طراحی آینده‌نگر بود که شامل سقفی به سبک سایبان، داشبورد دیجیتال و درهای بال مرغی بود.
هاریکن از یک موتور ۴٫۲ لیتری V8 استفاده می‌کرد که ۲۶۲ اسب بخار قدرت داشت و می‌توانست به حداکثر سرعت ۱۶۰ مایل در ساعت برسد. همچنین دارای فناوری‌های پیشرفته برای زمان خود بود، از جمله سیستم رادیویی با کنترل لمسی و کنترل خودکار آب و هوا.
با وجود ویژگی‌های چشمگیر، هولدن هوریکن هرگز برای تولید در نظر گرفته نشد و یک خودروی مفهومی بی‌نظیر باقی ماند. با این حال، طراحی و فناوری آن به عنوان الهام بخش بسیاری از خودروهای آینده هولدن، از جمله مدل‌های نمادین Monaro و Commodore بود.